# 禍水妞
禍水妞（Jailbait/jail bait）是一個俚語，一般用於形容外表較為成熟，但低於最低合法性行為年齡的人——這些特點使得高於法定年齡者認為其具有性吸引力。禍水妞一词源于法律認定與低於法定年齡者發生性行為，即屬干犯法定强奸等罪的事實。因此，對於年紀較大的那方而言，擁有性吸引力的未成年人就是一個诱惑。若自身抵受不住，選擇與其發生性關係，那麼便有機會坐牢。

## 標準
最低合法性行為年齡因地而異，故此禍水妞的年齡範圍亦是如此。比如英國的最低合法性行為年齡為16歲，故此「禍水妞」一詞在當地適用於低於16歲者。美國一些州份則為18歲，故此在該些州份，「禍水妞」適用於低於18歲者。隨著大眾對合法性行為年齡的理解增加，此一俚語在流行文化中亦得到廣泛應用。